# (888) Parysatis
(888) Parysatis – planetoida z pasa głównego asteroid okrążająca Słońce w ciągu 4 lat i 168 dni w średniej odległości 2,71 au. Została odkryta 2 lutego 1918 roku w Landessternwarte Heidelberg-Königstuhl w Heidelbergu przez Maxa Wolfa. Nazwa pochodzi od Parysatis, żony perskiego króla Dariusza II. Przed nadaniem nazwy planetoida nosiła oznaczenie tymczasowe (888) 1918 DC.